# السودان في الألعاب الأولمبية الصيفية 2020
نافس السودان في دورة الألعاب الأولمبية الصيفية لعام 2020 التي أقيمت في طوكيو. كان من المقرر في الأصل أن تقام خلال صيف 2020، إلا أنه أعيدت جدولة الألعاب من 23 يوليو إلى 8 أغسطس 2021، بسبب وباء كورونا. وكانت تلك المشاركة الظهور الثاني عشر للسودان في الألعاب الأولمبية الصيفية.

## المنافسين
فيما يلي قائمة بعدد المتنافسين في الألعاب.
| رياضة              | رجال | امرأة | مجموع |
| ------------------ | ---- | ----- | ----- |
| ألعاب القوى        | 1    | 0     | 1     |
| جودو               | 1    | 0     | 1     |
| تجديف              | 0    | 1     | 1     |
| سباحة [الإنجليزية] | 1    | 1     | 2     |
| مجموع              | 3    | 2     | 5     |

## ألعاب القوى
حصل السودان على منحة عالمية من ألعاب القوى العالمية لإرسال رياضي ذكر إلى الأولمبياد.
- ملاحظة–الرتب المعطاة لأحداث المضمار تكون ضمن حرارة اللاعب فقط
- Q = مؤهل للجولة القادمة
- q = مؤهل للجولة التالية كأسرع خاسر  أو ، في الأحداث الميدانية، حسب المركز دون تحقيق الهدف المؤهل
- NR = السجل الوطني
- N/A = الجولة لا تنطبق على الحدث
- Bye = لا يُشترط على اللاعب المشاركة في الجولة

أحداث المسار والطريق
| رياضي     | حدث                       | يسخن  | يسخن  | الدور قبل النهائي | الدور قبل النهائي | أخير  | أخير  |
| رياضي     | حدث                       | نتيجة | مرتبة | نتيجة             | مرتبة             | نتيجة | مرتبة |
| --------- | ------------------------- | ----- | ----- | ----------------- | ----------------- | ----- | ----- |
| صدام كومي | 400 متر رجال [الإنجليزية] |       |       |                   |                   |       |       |

## الجودو
تلقى السودان دعوة من اللجنة الثلاثية والاتحاد الدولي للجودو لإرسال محمد عبد الرسول في فئة الوزن الخفيف للرجال (73 كجم) إلى الأولمبياد.

## تجديف
تلقى السودان دعوة من اللجنة الثلاثية والتجديف العالمي لإرسال مجدف في زوارق التجديف الفردية للسيدات إلى سباق القوارب بطوكيو، وهو ما يمثل أول ظهور للأمة في هذه الرياضة.
| إسراء خوجلي | زوارق التجديف الفردية سيدات [الإنجليزية] | 10:18.27 | 6 R | 10:25.94 | 5 SE / F.bye | 10:23.52 | 4 FF |  |  |

أسطورة التأهيل: FA = نهائي أ (ميدالية) ؛ FB = نهائي ب (بدون ميدالية) ؛ FC = نهائي C (بدون ميدالية) ؛ FD = نهائي D (بدون ميدالية) ؛ FE = نهائي E (بدون ميدالية) ؛ FF = نهائي F (بدون ميدالية) ؛ SA / B = نصف النهائي A / B ؛ SC / D = نصف النهائي C / D ؛ SE / F = جولات نصف النهائي E / F ؛ QF = ربع النهائي ؛ R = ملحق

## سباحة
تلقى السودان دعوة عالمية من الاتحاد الدولي للسباحة (FINA) لإرسال اثنين من أفضل السباحين (واحد لكل جنس) في الأحداث الفردية لكل منهما إلى الأولمبياد، بناءً على نظام نقاط FINA في 28 يونيو 2021.
| رياضي        | حدث                                 | يسخن     | يسخن  | الدور قبل النهائي | الدور قبل النهائي | أخير     | أخير     |
| رياضي        | حدث                                 | وقت      | مرتبة | وقت               | مرتبة             | وقت      | مرتبة    |
| ------------ | ----------------------------------- | -------- | ----- | ----------------- | ----------------- | -------- | -------- |
| أبوبكر عباس  | سباحة صدر 100 متر رجال [الإنجليزية] | 1: 04.46 | 45    | لم يتقدم          | لم يتقدم          | لم يتقدم | لم يتقدم |
| حنين ابراهيم | 50 متر حرة سيدات [الإنجليزية]       |          |       |                   |                   |          |          |